# یاهیرو کازاما
یاهیرو کازاما (به انگلیسی: Yahiro Kazama) بازیکن فوتبال اهل ژاپن و عضو تیم ملی فوتبال ژاپن است که در تاریخ ۲۲ دسامبر ۱۹۸۰ میلادی اولین بازی ملی‌اش را انجام داد. او در ۱۹ بازی ملی حضور داشت و آخرین بازی ملی خود را در تاریخ ۲۵ سپتامبر ۱۹۸۳ میلادی انجام داد. یاهیرو کازاما در بازی‌های ملی‌اش
گلی به ثمر نرساند.